# Eustaci (metge)
Eustaci (en llatí Eusthatius, en grec Εὐστάθιος) era un metge grec que va viure a la segona meitat del segle iv.
Se'l coneix per dues cartes que li va dirigir Basili de Cesarea els anys 373 i 374. La segona d'aquestes cartes alguns autors l'atribueixen a Gregori de Nissa. En alguns manuscrits se li atribueix el càrrec d'arquiatre, o metge principal.